# 比利時的德爾菲娜公主
德爾菲娜公主，原名德爾菲娜·博埃爾女爵（法語：Delphine Michèle Anne Marie Ghislaine de Saxe-Cobourg，1968年2月12日—），全名德爾菲娜·米歇爾·安妮·瑪麗·吉萊恩·德·薩克森-科堡，是比利时艺术家。她是比利时国王阿尔贝二世和情妇西比耶·德謝利斯·隆尚女男爵（Baroness Sybille de Selys Longchamps）的女兒。她在瑞士和英国接受教育并在切爾西藝術與設計學院毕业。

## 生平
1999年，博埃尔声称自己是阿尔贝二世的私生女。比利时王室对此不置可否，而其母亲西比耶则赞成女儿的举动，称与阿尔贝二世有18年的恋情，而阿尔贝二世则承认在1960年代曾有过一段婚姻危机。2019年5月16日比利時上訴法庭週四裁定，阿爾貝二世必須「每日支付5000歐元」給博埃爾，直到願意接受DNA鑑定。最終他同意進行鑑定，結果出爐後，他於2020年1月發聲明承認博埃爾為他的私生女。
评论指出国王的声明态度冷漠，显示他完全没有和博埃尔建立关系的打算。同年10月，法院裁定她可使用公主殿下的頭銜。
2020年10月9日，她和同父異母哥哥比利時國王菲利普在拉肯王家城堡會面。第二天，阿尔贝二世在一份新聞稿中作出反應，對這次會晤感到高興，並說：“我和我的妻子對國王菲利普的提議感到非常高興，這預示著所有人，特別是德爾菲娜的日子過得更加幸福。”
2020年10月25日，她的父親阿尔贝二世和繼母保拉王后在眺望台城堡接待了她。

## 兒女
- 約瑟芬公主
- 奧斯卡王子

## 紋章
|  | 備注作為比利時公主和利奧波德一世國王的後裔，公主有權使用紋章。2019年菲利普國王的皇家法令規定了比利時王室使用的徽章。 採用日期2020年10月1日 冠冕比利時公主王冠 盾紋On a lozenge, sable, a lion rampant or, armed and langued gules (比利時國徽), on the shoulder an escutcheon barry of ten sable and or, a crancelin vert (韦廷王朝), overall a bordure or. 扶盾者兩隻獅子守護者 銘言法語： 荷蘭語： 德語： 其他部分整體被放置在帶有貂皮襯裡、流蘇和流甦的紫色斗篷上，金色並飾有比利時皇家王冠。 |

## 外部連結
比利時的德爾菲娜公主的Instagram帳戶